# Eat shit and die
Eat shit and die er en dansk animationsfilm fra 2007 med instruktion og manuskript af Anders Morgenthaler.

## Handling
À la Jackass filmer 10-årige Benjamin og hans venner hinanden, mens de udfører halsbrækkende stunts. Men da Benjamins mod svigter, stempler kammeraterne ham som tøsedreng, indtil Benjamin alligevel sætter sig op i indkøbsvognen og tager sagen i egen hånd.